# Badea Cârțan

Badea Cârțan, im Februar 1899 in Rom

Badea Cârțan (etwa Onkel Cârțan) mit bürgerlichem Namen Gheorghe Cârțan (* 24. Januar 1849 in Cârțișoara, Siebenbürgen; † 7. August 1911 in Sinaia) war ein rumänischer Schäfer.

## Leben und Wirken
Cârțan, in Oprea Cârțișoara (Kleinkerz) – ein Ortsteil von Cârțișoara – geboren, ging 1894 zum ersten Mal zu Fuß nach Rom, um sich die Darstellungen der Daker an der Trajanssäule selbst anzuschauen. Danach war er noch zwei Mal in Rom. Cârțan kämpfte für die Unabhängigkeit der Rumänen in Siebenbürgen und schmuggelte unzählige rumänische Bücher über das Făgăraș-Gebirge aus der Walachei.
Im Dorfmuseum Badea Cârțan der Gemeinde Cârțișoara sind etliche Hinterlassenschaften Cârțans zu sehen.